# Copa del Rey de fútbol 2023-24
La Copa del Rey de fútbol 2023-24 fue la 120.ª edición de la principal competición nacional de fútbol por eliminatorias de España, que dio comienzo el 11 de octubre de 2023 y finalizó el 6 de abril de 2024, fecha en la que se celebró la final en el Estadio La Cartuja de Sevilla, sede prevista como final del torneo para el intervalo 2020–2025. El torneo fue organizado por la Real Federación Española de Fútbol y en él participaron un total de 125 equipos, todos ellos españoles a excepción del Fútbol Club Andorra, club extranjero excepcionalmente asociado a la RFEF desde 1948. De los equipos participantes, 101 procedieron de las cinco divisiones de carácter nacional, 20 accedieron desde las principales divisiones de ámbito regional y, los cuatro restantes, en calidad de semifinalistas de la Copa Federación. 
El Real Madrid C. F. fue el defensor del título tras haber conquistado su vigésimo título en la temporada anterior. La final fue disputada entre el Athletic Club y el R. C. D. Mallorca, cuya condición de finalistas los clasificó para disputar también las semifinales de la Supercopa de España 2025 junto al campeón y el subcampeón de la Primera División de España 2023-24. El equipo vasco se alzó con su vigésimo cuarto título copero, siendo además el primero que conquistaba en los últimos 40 años tras seis finales fallidas.

## Formato y distribución
El campeonato se divide en una ronda preliminar, seis rondas clasificatorias y una final en sede neutral. Todas las rondas clasificatorias, a excepción de las semifinales, se juegan a partido único. Los encuentros se juegan en el campo del equipo de menor categoría o en el campo del equipo cuya bola en el sorteo se haya extraído primero, en el caso de que ambos equipos procedan de la misma categoría. En semifinales, esta premisa se aplica al partido de ida, jugándose el partido de vuelta en el campo del equipo contrario. No todos los equipos ingresan a la competición en la misma ronda, distribuyéndose el acceso de los clubes de la siguiente forma:
|                                     | Equipos que entran en esta fase | Equipos que provienen de la fase anterior |
| ----------------------------------- | --- | ----------------------------------------- |
| Ronda preliminar (20 equipos)       | - 20 equipos de las primeras divisiones regionales |                                           |
| Primera eliminatoria (110 equipos)  | - 16 equipos de la Primera División 2023-24 - 20 equipos de la Segunda División 2023-24 - 18 equipos de la Primera Federación 2023-24 - 34 equipos de la Segunda Federación 2023-24 - 8 equipos de la Tercera Federación 2023-24 - 4 equipos semifinalistas de la Copa Federación 2023 | - 10 ganadores de la ronda preliminar     |
| Segunda eliminatoria (56 equipos)   | - 1 equipo ganador de la Primera Federación 2022-23 | - 55 ganadores de la primera eliminatoria |
| Dieciseisavos de final (32 equipos) | - 4 equipos participantes en la Supercopa de España 2024 | - 28 ganadores de la segunda eliminatoria |

## Participantes
Según indica la RFEF, aunque el acceso de los equipos al torneo se da por su clasificación en la temporada previa, para el sorteo de las distintas rondas los clubes se organizan en categorías en función de las divisiones a las que pertenecen en la temporada en curso. En la siguiente tabla se muestra la lista de participantes según la ronda de acceso:
| Dieciseisavos de final     | Dieciseisavos de final      | Dieciseisavos de final       | Dieciseisavos de final          |
| -------------------------- | --------------------------- | ---------------------------- | ------------------------------- |
| Real Madrid C. F. (CC)     | C. A. Osasuna (2C)          | F. C. Barcelona (CL)         | Atlético de Madrid(3L)          |
| Segunda eliminatoria       |                             |                              |                                 |
| S. D. Amorebieta (C1F)     |                             |                              |                                 |
| Primera eliminatoria       |                             |                              |                                 |
| Real Sociedad (1D)         | C. D. Tenerife (2D)         | Antequera C. F. (1F)         | C. D. E. Ursaria (2F)           |
| Villarreal C. F. (1D)      | Burgos C. F. (2D)           | Recreativo de Huelva (1F)    | Arandina C. F. (2F)             |
| Real Betis Balompié (1D)   | Racing de Santander (2D)    | Atlético Sanluqueño (1F)     | Marbella F. C. (2F)             |
| Athletic Club (1D)         | Real Zaragoza (2D)          | U. D. Melilla (1F)           | C. A. Antoniano (2F)            |
| R. C. D. Mallorca (1D)     | C. D. Leganés (2D)          | Real Avilés (2F)             | C. D. Andratx (2F)              |
| Girona F. C. (1D)          | S. D. Huesca (2D)           | S. D. Compostela (2F)        | C. D. Mensajero (2F)            |
| Rayo Vallecano (1D)        | C. D. Mirandés (2D)         | Zamora C. F. (2F)            | Águilas F. C. (2F)              |
| Sevilla F. C. (1D)         | Sporting de Gijón (2D)      | C. D. Guijuelo (2F)          | A. D. Llerenense (2F)           |
| Celta de Vigo (1D)         | Racing de Ferrol (2D)       | Utebo F. C. (2F)             | C. D. Valle de Egüés (2F)       |
| Cádiz C. F. (1D)           | C. D. Eldense (2D)          | S. D. Gernika (2F)           | Náxara C. D. (2F)               |
| Getafe C. F. (1D)          | A. D. Alcorcón (2D)         | C. D. Tudelano (2F)          | U. D. Barbastro (2F)            |
| Valencia C. F. (1D)        | S. D. Ponferradina (1F)     | S. C. R. Peña Deportiva (2F) | C. D. Manchego Ciudad Real (2F) |
| U. D. Almería (1D)         | Málaga C. F. (1F)           | C. E. Manresa (2F)           | UCAM Murcia C. F. (2F)          |
| Granada C. F. (1D)         | U. D. Ibiza (1F)            | Terrassa F. C. (2F)          | Arosa S. C. (3F)                |
| U. D. Las Palmas (1D)      | C. D. Lugo (1F)             | Hércules C. F. (2F)          | Real Jaén C. F. (3F)            |
| Deportivo Alavés (1D)      | Deportivo de La Coruña (1F) | Yeclano Deportivo (2F)       | C. D. Azuaga (3F)               |
| Real Valladolid C. F. (2D) | Linares Deportivo (1F)      | C. D. A. Navalcarnero (2F)   | C. D. Varea (3F)                |
| R. C. D. Espanyol (2D)     | Unionistas C. F. (1F)       | C. P. Cacereño (2F)          | Atlético Astorga F. C. (3F)     |
| Elche C. F. (2D)           | Real Murcia C. F. (1F)      | Gimnástica Segoviana (2F)    | C. D. Manacor (3F)              |
| Levante U. D. (2D)         | Gimnàstic de Tarragona (1F) | C. F. Villanovense (2F)      | C. F. Lorca Deportiva (3F)      |
| S. D. Eibar (2D)           | C. D. Castellón (1F)        | C. D. Covadonga (2F)         | Atzeneta U. E. (3F)             |
| Albacete Balompié (2D)     | C. D. Arenteiro (1F)        | C. D. Cayón (2F)             | C. D. San Roque de Lepe (CF)    |
| F. C. Andorra (2D)         | Sestao River (1F)           | Barakaldo C. F. (2F)         | C. F. Talavera de la Reina (CF) |
| Real Oviedo (2D)           | S. D. Tarazona (1F)         | C. E. Europa (2F)            | U. D. Logroñés (CF)             |
| F. C. Cartagena (2D)       | C. D. Teruel (1F)           | Orihuela C. F. (2F)          | C. F. Badalona Futur (CF)       |
| Ronda preliminar           |                             |                              |                                 |
| Atlético de Lugones (DR)   | C. D. Pradejón (DR)         | C. P. Mijas-Las Lagunas (DR) | Deportivo Murcia F. C. (DR)     |
| C. D. Monte (DR)           | Tardienta C. F. (DR)        | Chiclana C. F. (DR)          | C. D. Sauzal (DR)               |
| Turégano C. F. (DR)        | U. D. Rotlet Molinar (DR)   | C. D. Ceuta 6 de Junio (DR)  | C. D. Quintanar (DR)            |
| C. D. Boiro (DR)           | U. E. Rubí (DR)             | C. D. Buñol (DR)             | C. U. Zona Norte (DR)           |
| C. D. Santurtzi (DR)       | C. D. Zirauki (DR)          | Melilla C. D. (DR)           | C. D. Hernán Cortés (DR)        |

1. ↑  El  Atlético de Madrid accede a la Supercopa de España como tercer clasificado de Liga, ya que el subcampeón de Liga, el Real Madrid C. F., ya estaba clasificado como campeón de Copa.

Leyenda
| CC: Campeón de Copa 2C: Subcampeón de Copa. CL: Campeón de Liga. 3L: Tercer clasificado de Liga. C1F: Campeón Primera Federación. 1D: Primera División. | 2D: Segunda División. 1F: Primera Federación. 2F: Segunda Federación. 3F: Tercera Federación. CF: Copa Federación. DR: División Regional. |

## Ronda preliminar
Participaron en esta ronda, emparejados bajo criterios de proximidad geográfica, los 20 equipos procedentes de las divisiones regionales, cada uno de ellos clasificado desde una de las diecinueve federaciones territoriales más un representante adicional por Andalucía. El sorteo se realizó el 27 de septiembre de 2023. Se jugaron un total de 10 eliminatorias los días 11 y 12 de octubre de 2023. Los ganadores se clasificaron para la primera ronda eliminatoria.
| Local                   | Resultado    | Visitante                 |
| ----------------------- | ------------ | ------------------------- |
| Turégano C. F.          | 3–1          | C. D. Santurtzi           |
| C. D. Monte             | 0–1          | C. D. Boiro               |
| C. D. Pradejón          | 1–2          | Atlético de Lugones S. D. |
| A. D. Tardienta         | 2–1          | C. D. Zirauki             |
| U. E. Rubí              | 0–0 (4:2 p.) | U. D. Rotlet Molinar      |
| C. P. Mijas-Las Lagunas | 0–1          | Chiclana C. F.            |
| Melilla C. D.           | 1–3          | Deportivo Murcia F. C.    |
| C. D. Ceuta 6 de Junio  | 0–3          | C. D. Buñol               |
| C. D. Hernán Cortés     | 3–1          | C. D. Sauzal              |
| C. D. Quintanar         | 1–0          | C. U. Zona Norte          |

## Primera ronda
Participaron en esta ronda un total de 110 equipos, de los cuales 100 procedían de las cinco divisiones nacionales y los 10 restantes de la ronda preliminar. El sorteo tuvo lugar el 17 de octubre de 2023. Se jugaron un total de 55 eliminatorias a partido único entre el 31 de octubre y el 14 de noviembre de 2023. Quedaron exentos en esta primera eliminatoria el Real Madrid C. F., el C. A. Osasuna, el F. C. Barcelona y el Atlético de Madrid, debido a su condición de participantes en la Supercopa de España, así como la S. D. Amorebieta, por haber sido el equipo campeón de la Primera Federación 2022-23. Los ganadores se clasificaron para la segunda ronda eliminatoria.
| Local                      | Resultado      | Visitante              |
| -------------------------- | -------------- | ---------------------- |
| C. D. Mensajero            | 0–2            | R. C. D. Espanyol      |
| C. D. Varea                | 0–3            | Levante U. D.          |
| C. P. Cacereño             | 2–3 (t. s.)    | C. D. Castellón        |
| C. F. Lorca Deportiva      | 0–4            | S. D. Eibar            |
| C. F. Talavera de la Reina | 0–2            | U. D. Almería          |
| C. D. Manacor              | 0–3            | U. D. Las Palmas       |
| S. C. R. Peña Deportiva    | 1–5            | Real Valladolid C. F.  |
| Atlético de Lugones        | 0–6            | Rayo Vallecano         |
| C. D. Azuaga               | 0–0 (2:3 pen.) | F. C. Cartagena        |
| S. D. Compostela           | 0–1            | C. D. Tenerife         |
| U. D. Barbastro            | 1–0            | S. D. Ponferradina     |
| Náxara C. D.               | 1–2            | U. D. Melilla          |
| UCAM Murcia C. F.          | 0–0 (6:7 pen.) | Linares Deportivo      |
| A. D. Llerenense           | 0–2            | C. D. Leganés          |
| C. D. A. Navalcarnero      | 0–1            | A. D. Alcorcón         |
| C. F. Badalona Futur       | 0–0 (2:4 pen.) | Cádiz C. F.            |
| C. D. San Roque de Lepe    | 1–2            | Girona F. C.           |
| C. D. Quintanar            | 0–3            | Sevilla F. C.          |
| Turégano C. F.             | 0–4            | Celta de Vigo          |
| C. D. Valle de Egüés       | 1–0 (t. s.)    | C. D. Teruel           |
| C. A. Antoniano            | 0–1            | C. D. Lugo             |
| Atlético Astorga F. C.     | 1–0            | F. C. Andorra          |
| Real Jaén C. F.            | 2–3            | C. D. Eldense          |
| Real Avilés                | 0–1            | C. D. Arenteiro        |
| C. D. E. Ursaria           | 1–2            | C. D. Cayón            |
| C. D. Covadonga            | 1–3            | Deportivo de La Coruña |
| C. D. Manchego Ciudad Real | 1–3            | Antequera C. F.        |
| C. D. Guijuelo             | 0–3            | Sporting de Gijón      |
| Zamora C. F.               | 2–2 (4:3 pen.) | Racing de Santander    |
| Arandina C. F.             | 1–0            | Real Murcia C. F.      |
| Utebo F. C.                | 1–2            | C. D. Mirandés         |
| Barakaldo C. F.            | 0–0 (2:4 pen.) | Málaga C. F.           |
| C. E. Europa               | 0–2            | Elche C. F.            |
| Terrassa F. C.             | 1–0            | Albacete Balompié      |
| S. D. Gernika              | 0–2            | Unionistas C. F.       |
| C. D. Tudelano             | 1–0            | Recreativo de Huelva   |
| Yeclano Deportivo          | 2–0            | Atlético Sanluqueño    |
| Orihuela C. F.             | 0–0 (6:5 pen.) | Gimnàstic de Tarragona |
| C. D. Boiro                | 0–4            | R. C. D. Mallorca      |
| C. F. Tardienta            | 0–12           | Getafe C. F.           |
| C. D. Buñol                | 0–1            | Real Sociedad          |
| Águilas F. C.              | 0–1            | S. D. Huesca           |
| C. D. Andratx              | 3–2 (t. s.)    | S. D. Tarazona         |
| Marbella F. C.             | 1–3 (t. s.)    | Racing de Ferrol       |
| C. D. Hernán Cortés        | 1–12           | Real Betis Balompié    |
| U. E. Rubí                 | 1–2            | Athletic Club          |
| Arosa S. C.                | 0–3            | Granada C. F.          |
| Chiclana C. F.             | 0–5            | Villarreal C. F.       |
| C. E. Manresa              | 1–2 (t. s.)    | Real Oviedo            |
| Gimnástica Segoviana       | 3–4 (t. s.)    | Sestao River           |
| Atzeneta U. E.             | 2–1            | Real Zaragoza          |
| U. D. Logroñés             | 0–2            | Valencia C. F.         |
| C. F. Villanovense         | 2–1            | U. D. Ibiza            |
| Hércules C. F.             | 1–2            | Burgos C. F.           |
| Deportivo Murcia F. C.     | 0–10           | Deportivo Alavés       |

## Segunda ronda
Participaron en esta ronda un total de 56 equipos, de los cuales 55 procedían de la primera eliminatoria y uno, la S. D. Amorebieta, debutó en esta ronda por ser el equipo campeón de la Primera Federación 2022-23. El sorteo tuvo lugar el 15 de noviembre de 2023. Se jugaron un total de 28 eliminatorias a partido único entre el 22 de noviembre y el 7 de diciembre de 2023. Continuaron exentos en esta segunda eliminatoria el Real Madrid C. F., el C. A. Osasuna, el F. C. Barcelona y el Atlético de Madrid, debido a su condición de participantes en la Supercopa de España. Los ganadores se clasificaron para la ronda de dieciseisavos de final.
| Local                  | Resultado      | Visitante             |
| ---------------------- | -------------- | --------------------- |
| Zamora C. F.           | 1–2 (t. s.)    | Villarreal C. F.      |
| Atzeneta U. E.         | 1–2            | Getafe C. F.          |
| Arosa S. C.            | 0–1            | Valencia C. F.        |
| R. C. D. Espanyol      | 3–1            | Real Valladolid C. F. |
| C. D. Castellón        | 2–1            | Real Oviedo           |
| U. D. Barbastro        | 1–0            | U. D. Almería         |
| Yeclano Deportivo      | 0–2            | Rayo Vallecano        |
| Antequera C. F.        | 0–2            | S. D. Huesca          |
| Deportivo de La Coruña | 2–3 (t. s.)    | C. D. Tenerife        |
| A. D. Alcorcón         | 0–0 (4:5 pen.) | F. C. Cartagena       |
| Terrassa F. C.         | 0–1            | Deportivo Alavés      |
| C. D. Andrach          | 0–1            | Real Sociedad         |
| C. D. Arenteiro        | 1–3            | Burgos C. F.          |
| Unionistas C. F.       | 2–0            | Sporting de Gijón     |
| C. F. Villanovense     | 1–2            | Real Betis Balompié   |
| C. D. Valle de Egüés   | 0–3            | R. C. D. Mallorca     |
| Málaga C. F.           | 1–0            | C. D. Eldense         |
| C. D. Lugo             | 2–0            | C. D. Mirandés        |
| Levante U. D.          | 0–1            | S. D. Amorebieta      |
| Atlético Astorga F. C. | 0–2            | Sevilla F. C.         |
| C. D. Tudelano         | 1–2 (t. s.)    | U. D. Las Palmas      |
| Arandina C. F          | 2–1            | Cádiz C. F.           |
| Linares Deportivo      | 1–3            | Elche C. F.           |
| Racing de Ferrol       | 1–0            | C. D. Leganés         |
| U. D. Melilla          | 1–1 (1:4 pen.) | S. D. Eibar           |
| Orihuela C. F.         | 2–5            | Girona F. C.          |
| C. D. Cayón            | 0–3            | Athletic Club         |
| Sestao River           | 1–2            | Celta de Vigo         |

## Cuadro final
|  | Dieciseisavos de final    | Dieciseisavos de final    |                           |                            | Octavos de final             | Octavos de final             |  |                       | Cuartos de final             | Cuartos de final             |  |                        | Semifinales                                                        | Semifinales                                                        | Semifinales                                                        | Semifinales                                                        |  |               | Final                                             | Final                                             |  |
|  | 6, 7 y 8 de enero de 2024 | 6, 7 y 8 de enero de 2024 |                           |                            | 16, 17 y 18 de enero de 2024 | 16, 17 y 18 de enero de 2024 |  |                       | 23, 24 y 25 de enero de 2024 | 23, 24 y 25 de enero de 2024 |  |                        | 6 y 7 de febrero de 2024 (ida) 27 y 29 de febrero de 2024 (vuelta) | 6 y 7 de febrero de 2024 (ida) 27 y 29 de febrero de 2024 (vuelta) | 6 y 7 de febrero de 2024 (ida) 27 y 29 de febrero de 2024 (vuelta) | 6 y 7 de febrero de 2024 (ida) 27 y 29 de febrero de 2024 (vuelta) |  |               | 6 de abril de 2024 Estadio de La Cartuja, Sevilla | 6 de abril de 2024 Estadio de La Cartuja, Sevilla |  |
|  |                           |                           |                           |                            |                              |                              |  |                       |                              |                              |  |                        |                                                                    |                                                                    |                                                                    |                                                                    |  |               |                                                   |                                                   |  |
|  |                           |                           |                           |                            |                              |                              |  |                       |                              |                              |  |                        |                                                                    |                                                                    |                                                                    |                                                                    |  |               |                                                   |                                                   |  |
|  | C. D. Lugo                | 1                         |                           |                            |                              |                              |  |                       |                              |                              |  |                        |                                                                    |                                                                    |                                                                    |                                                                    |  |               |                                                   |                                                   |  |
|  | C. D. Lugo                | 1                         |                           |                            |                              |                              |  |                       |                              |                              |  |                        |                                                                    |                                                                    |                                                                    |                                                                    |  |               |                                                   |                                                   |  |
|  | Atlético de Madrid        | 3                         |                           |                            |                              |                              |  |                       |                              |                              |  |                        |                                                                    |                                                                    |                                                                    |                                                                    |  |               |                                                   |                                                   |  |
|  | Atlético de Madrid        | 3                         |                           | Atlético de Madrid (t. s.) | 4                            |                              |  |                       |                              |                              |  |                        |                                                                    |                                                                    |                                                                    |                                                                    |  |               |                                                   |                                                   |  |
|  |                           |                           |                           | Atlético de Madrid (t. s.) | 4                            |                              |  |                       |                              |                              |  |                        |                                                                    |                                                                    |                                                                    |                                                                    |  |               |                                                   |                                                   |  |
|  |                           |                           | Real Madrid C. F.         | 2                          |                              |                              |  |                       |                              |                              |  |                        |                                                                    |                                                                    |                                                                    |                                                                    |  |               |                                                   |                                                   |  |
|  | Arandina C. F.            | 1                         | Real Madrid C. F.         | 2                          |                              |                              |  |                       |                              |                              |  |                        |                                                                    |                                                                    |                                                                    |                                                                    |  |               |                                                   |                                                   |  |
|  | Arandina C. F.            | 1                         |                           |                            |                              |                              |  |                       |                              |                              |  |                        |                                                                    |                                                                    |                                                                    |                                                                    |  |               |                                                   |                                                   |  |
|  | Real Madrid C. F.         | 3                         |                           |                            |                              |                              |  |                       |                              |                              |  |                        |                                                                    |                                                                    |                                                                    |                                                                    |  |               |                                                   |                                                   |  |
|  | Real Madrid C. F.         | 3                         |                           |                            |                              |                              |  | Atlético de Madrid    | 1                            |                              |  |                        |                                                                    |                                                                    |                                                                    |                                                                    |  |               |                                                   |                                                   |  |
|  |                           |                           |                           |                            |                              |                              |  | Atlético de Madrid    | 1                            |                              |  |                        |                                                                    |                                                                    |                                                                    |                                                                    |  |               |                                                   |                                                   |  |
|  |                           |                           | Sevilla F. C.             | 0                          |                              |                              |  |                       |                              |                              |  |                        |                                                                    |                                                                    |                                                                    |                                                                    |  |               |                                                   |                                                   |  |
|  | R. C. D. Espanyol         | 0                         | Sevilla F. C.             | 0                          |                              |                              |  |                       |                              |                              |  |                        |                                                                    |                                                                    |                                                                    |                                                                    |  |               |                                                   |                                                   |  |
|  | R. C. D. Espanyol         | 0                         |                           |                            |                              |                              |  |                       |                              |                              |  |                        |                                                                    |                                                                    |                                                                    |                                                                    |  |               |                                                   |                                                   |  |
|  | Getafe C. F.              | 1                         |                           |                            |                              |                              |  |                       |                              |                              |  |                        |                                                                    |                                                                    |                                                                    |                                                                    |  |               |                                                   |                                                   |  |
|  | Getafe C. F.              | 1                         |                           | Getafe C. F.               | 1                            |                              |  |                       |                              |                              |  |                        |                                                                    |                                                                    |                                                                    |                                                                    |  |               |                                                   |                                                   |  |
|  |                           |                           |                           | Getafe C. F.               | 1                            |                              |  |                       |                              |                              |  |                        |                                                                    |                                                                    |                                                                    |                                                                    |  |               |                                                   |                                                   |  |
|  |                           |                           | Sevilla F. C.             | 3                          |                              |                              |  |                       |                              |                              |  |                        |                                                                    |                                                                    |                                                                    |                                                                    |  |               |                                                   |                                                   |  |
|  | Racing de Ferrol          | 1                         | Sevilla F. C.             | 3                          |                              |                              |  |                       |                              |                              |  |                        |                                                                    |                                                                    |                                                                    |                                                                    |  |               |                                                   |                                                   |  |
|  | Racing de Ferrol          | 1                         |                           |                            |                              |                              |  |                       |                              |                              |  |                        |                                                                    |                                                                    |                                                                    |                                                                    |  |               |                                                   |                                                   |  |
|  | Sevilla F. C.             | 2                         |                           |                            |                              |                              |  |                       |                              |                              |  |                        |                                                                    |                                                                    |                                                                    |                                                                    |  |               |                                                   |                                                   |  |
|  | Sevilla F. C.             | 2                         |                           |                            |                              |                              |  |                       |                              |                              |  | Atlético de Madrid     | 0                                                                  | 0                                                                  | 0                                                                  |                                                                    |  |               |                                                   |                                                   |  |
|  |                           |                           |                           |                            |                              |                              |  |                       |                              |                              |  | Atlético de Madrid     | 0                                                                  | 0                                                                  | 0                                                                  |                                                                    |  |               |                                                   |                                                   |  |
|  |                           |                           | Athletic Club             | 1                          | 3                            | 4                            |  |                       |                              |                              |  |                        |                                                                    |                                                                    |                                                                    |                                                                    |  |               |                                                   |                                                   |  |
|  | S. D. Eibar               | 0                         | Athletic Club             | 1                          | 3                            | 4                            |  |                       |                              |                              |  |                        |                                                                    |                                                                    |                                                                    |                                                                    |  |               |                                                   |                                                   |  |
|  | S. D. Eibar               | 0                         |                           |                            |                              |                              |  |                       |                              |                              |  |                        |                                                                    |                                                                    |                                                                    |                                                                    |  |               |                                                   |                                                   |  |
|  | Athletic Club             | 3                         |                           |                            |                              |                              |  |                       |                              |                              |  |                        |                                                                    |                                                                    |                                                                    |                                                                    |  |               |                                                   |                                                   |  |
|  | Athletic Club             | 3                         |                           | Athletic Club              | 2                            |                              |  |                       |                              |                              |  |                        |                                                                    |                                                                    |                                                                    |                                                                    |  |               |                                                   |                                                   |  |
|  |                           |                           |                           | Athletic Club              | 2                            |                              |  |                       |                              |                              |  |                        |                                                                    |                                                                    |                                                                    |                                                                    |  |               |                                                   |                                                   |  |
|  |                           |                           | Deportivo Alavés          | 0                          |                              |                              |  |                       |                              |                              |  |                        |                                                                    |                                                                    |                                                                    |                                                                    |  |               |                                                   |                                                   |  |
|  | Deportivo Alavés          | 1                         | Deportivo Alavés          | 0                          |                              |                              |  |                       |                              |                              |  |                        |                                                                    |                                                                    |                                                                    |                                                                    |  |               |                                                   |                                                   |  |
|  | Deportivo Alavés          | 1                         |                           |                            |                              |                              |  |                       |                              |                              |  |                        |                                                                    |                                                                    |                                                                    |                                                                    |  |               |                                                   |                                                   |  |
|  | Real Betis Balompié       | 0                         |                           |                            |                              |                              |  |                       |                              |                              |  |                        |                                                                    |                                                                    |                                                                    |                                                                    |  |               |                                                   |                                                   |  |
|  | Real Betis Balompié       | 0                         |                           |                            |                              |                              |  | Athletic Club (t. s.) | 4                            |                              |  |                        |                                                                    |                                                                    |                                                                    |                                                                    |  |               |                                                   |                                                   |  |
|  |                           |                           |                           |                            |                              |                              |  | Athletic Club (t. s.) | 4                            |                              |  |                        |                                                                    |                                                                    |                                                                    |                                                                    |  |               |                                                   |                                                   |  |
|  |                           |                           | F. C. Barcelona           | 2                          |                              |                              |  |                       |                              |                              |  |                        |                                                                    |                                                                    |                                                                    |                                                                    |  |               |                                                   |                                                   |  |
|  | Unionistas C. F. (p.)     | 1 (7)                     | F. C. Barcelona           | 2                          |                              |                              |  |                       |                              |                              |  |                        |                                                                    |                                                                    |                                                                    |                                                                    |  |               |                                                   |                                                   |  |
|  | Unionistas C. F. (p.)     | 1 (7)                     |                           |                            |                              |                              |  |                       |                              |                              |  |                        |                                                                    |                                                                    |                                                                    |                                                                    |  |               |                                                   |                                                   |  |
|  | Villarreal C. F.          | 1 (6)                     |                           |                            |                              |                              |  |                       |                              |                              |  |                        |                                                                    |                                                                    |                                                                    |                                                                    |  |               |                                                   |                                                   |  |
|  | Villarreal C. F.          | 1 (6)                     |                           | Unionistas C. F.           | 1                            |                              |  |                       |                              |                              |  |                        |                                                                    |                                                                    |                                                                    |                                                                    |  |               |                                                   |                                                   |  |
|  |                           |                           |                           | Unionistas C. F.           | 1                            |                              |  |                       |                              |                              |  |                        |                                                                    |                                                                    |                                                                    |                                                                    |  |               |                                                   |                                                   |  |
|  |                           |                           | F. C. Barcelona           | 3                          |                              |                              |  |                       |                              |                              |  |                        |                                                                    |                                                                    |                                                                    |                                                                    |  |               |                                                   |                                                   |  |
|  | U. D. Barbastro           | 2                         | F. C. Barcelona           | 3                          |                              |                              |  |                       |                              |                              |  |                        |                                                                    |                                                                    |                                                                    |                                                                    |  |               |                                                   |                                                   |  |
|  | U. D. Barbastro           | 2                         |                           |                            |                              |                              |  |                       |                              |                              |  |                        |                                                                    |                                                                    |                                                                    |                                                                    |  |               |                                                   |                                                   |  |
|  | F. C. Barcelona           | 3                         |                           |                            |                              |                              |  |                       |                              |                              |  |                        |                                                                    |                                                                    |                                                                    |                                                                    |  |               |                                                   |                                                   |  |
|  | F. C. Barcelona           | 3                         |                           |                            |                              |                              |  |                       |                              |                              |  |                        |                                                                    |                                                                    |                                                                    |                                                                    |  | Athletic Club | 1 (4)                                             |                                                   |  |
|  |                           |                           |                           |                            |                              |                              |  |                       |                              |                              |  |                        |                                                                    |                                                                    |                                                                    |                                                                    |  | Athletic Club | 1 (4)                                             |                                                   |  |
|  |                           |                           | R. C. D. Mallorca         | 1 (2)                      |                              |                              |  |                       |                              |                              |  |                        |                                                                    |                                                                    |                                                                    |                                                                    |  |               |                                                   |                                                   |  |
|  | C. D. Tenerife            | 2                         | R. C. D. Mallorca         | 1 (2)                      |                              |                              |  |                       |                              |                              |  |                        |                                                                    |                                                                    |                                                                    |                                                                    |  |               |                                                   |                                                   |  |
|  | C. D. Tenerife            | 2                         |                           |                            |                              |                              |  |                       |                              |                              |  |                        |                                                                    |                                                                    |                                                                    |                                                                    |  |               |                                                   |                                                   |  |
|  | U. D. Las Palmas          | 0                         |                           |                            |                              |                              |  |                       |                              |                              |  |                        |                                                                    |                                                                    |                                                                    |                                                                    |  |               |                                                   |                                                   |  |
|  | U. D. Las Palmas          | 0                         |                           | C. D. Tenerife             | 0                            |                              |  |                       |                              |                              |  |                        |                                                                    |                                                                    |                                                                    |                                                                    |  |               |                                                   |                                                   |  |
|  |                           |                           |                           | C. D. Tenerife             | 0                            |                              |  |                       |                              |                              |  |                        |                                                                    |                                                                    |                                                                    |                                                                    |  |               |                                                   |                                                   |  |
|  |                           |                           | R. C. D. Mallorca (t. s.) | 1                          |                              |                              |  |                       |                              |                              |  |                        |                                                                    |                                                                    |                                                                    |                                                                    |  |               |                                                   |                                                   |  |
|  | Burgos C. F.              | 0                         | R. C. D. Mallorca (t. s.) | 1                          |                              |                              |  |                       |                              |                              |  |                        |                                                                    |                                                                    |                                                                    |                                                                    |  |               |                                                   |                                                   |  |
|  | Burgos C. F.              | 0                         |                           |                            |                              |                              |  |                       |                              |                              |  |                        |                                                                    |                                                                    |                                                                    |                                                                    |  |               |                                                   |                                                   |  |
|  | R. C. D. Mallorca         | 3                         |                           |                            |                              |                              |  |                       |                              |                              |  |                        |                                                                    |                                                                    |                                                                    |                                                                    |  |               |                                                   |                                                   |  |
|  | R. C. D. Mallorca         | 3                         |                           |                            |                              |                              |  | R. C. D. Mallorca     | 3                            |                              |  |                        |                                                                    |                                                                    |                                                                    |                                                                    |  |               |                                                   |                                                   |  |
|  |                           |                           |                           |                            |                              |                              |  | R. C. D. Mallorca     | 3                            |                              |  |                        |                                                                    |                                                                    |                                                                    |                                                                    |  |               |                                                   |                                                   |  |
|  |                           |                           | Girona F. C.              | 2                          |                              |                              |  |                       |                              |                              |  |                        |                                                                    |                                                                    |                                                                    |                                                                    |  |               |                                                   |                                                   |  |
|  | Elche C. F.               | 0                         | Girona F. C.              | 2                          |                              |                              |  |                       |                              |                              |  |                        |                                                                    |                                                                    |                                                                    |                                                                    |  |               |                                                   |                                                   |  |
|  | Elche C. F.               | 0                         |                           |                            |                              |                              |  |                       |                              |                              |  |                        |                                                                    |                                                                    |                                                                    |                                                                    |  |               |                                                   |                                                   |  |
|  | Girona F. C.              | 2                         |                           |                            |                              |                              |  |                       |                              |                              |  |                        |                                                                    |                                                                    |                                                                    |                                                                    |  |               |                                                   |                                                   |  |
|  | Girona F. C.              | 2                         |                           | Girona F. C.               | 3                            |                              |  |                       |                              |                              |  |                        |                                                                    |                                                                    |                                                                    |                                                                    |  |               |                                                   |                                                   |  |
|  |                           |                           |                           | Girona F. C.               | 3                            |                              |  |                       |                              |                              |  |                        |                                                                    |                                                                    |                                                                    |                                                                    |  |               |                                                   |                                                   |  |
|  |                           |                           | Rayo Vallecano            | 1                          |                              |                              |  |                       |                              |                              |  |                        |                                                                    |                                                                    |                                                                    |                                                                    |  |               |                                                   |                                                   |  |
|  | S. D. Huesca              | 0                         | Rayo Vallecano            | 1                          |                              |                              |  |                       |                              |                              |  |                        |                                                                    |                                                                    |                                                                    |                                                                    |  |               |                                                   |                                                   |  |
|  | S. D. Huesca              | 0                         |                           |                            |                              |                              |  |                       |                              |                              |  |                        |                                                                    |                                                                    |                                                                    |                                                                    |  |               |                                                   |                                                   |  |
|  | Rayo Vallecano (t. s.)    | 2                         |                           |                            |                              |                              |  |                       |                              |                              |  |                        |                                                                    |                                                                    |                                                                    |                                                                    |  |               |                                                   |                                                   |  |
|  | Rayo Vallecano (t. s.)    | 2                         |                           |                            |                              |                              |  |                       |                              |                              |  | R. C. D. Mallorca (p.) | 0                                                                  | 1                                                                  | 1 (5)                                                              |                                                                    |  |               |                                                   |                                                   |  |
|  |                           |                           |                           |                            |                              |                              |  |                       |                              |                              |  | R. C. D. Mallorca (p.) | 0                                                                  | 1                                                                  | 1 (5)                                                              |                                                                    |  |               |                                                   |                                                   |  |
|  |                           |                           | Real Sociedad             | 0                          | 1                            | 1 (4)                        |  |                       |                              |                              |  |                        |                                                                    |                                                                    |                                                                    |                                                                    |  |               |                                                   |                                                   |  |
|  | F. C. Cartagena           | 1                         | Real Sociedad             | 0                          | 1                            | 1 (4)                        |  |                       |                              |                              |  |                        |                                                                    |                                                                    |                                                                    |                                                                    |  |               |                                                   |                                                   |  |
|  | F. C. Cartagena           | 1                         |                           |                            |                              |                              |  |                       |                              |                              |  |                        |                                                                    |                                                                    |                                                                    |                                                                    |  |               |                                                   |                                                   |  |
|  | Valencia C. F. (t. s.)    | 2                         |                           |                            |                              |                              |  |                       |                              |                              |  |                        |                                                                    |                                                                    |                                                                    |                                                                    |  |               |                                                   |                                                   |  |
|  | Valencia C. F. (t. s.)    | 2                         |                           | Valencia C. F.             | 1                            |                              |  |                       |                              |                              |  |                        |                                                                    |                                                                    |                                                                    |                                                                    |  |               |                                                   |                                                   |  |
|  |                           |                           |                           | Valencia C. F.             | 1                            |                              |  |                       |                              |                              |  |                        |                                                                    |                                                                    |                                                                    |                                                                    |  |               |                                                   |                                                   |  |
|  |                           |                           | Celta de Vigo             | 3                          |                              |                              |  |                       |                              |                              |  |                        |                                                                    |                                                                    |                                                                    |                                                                    |  |               |                                                   |                                                   |  |
|  | S. D. Amorebieta          | 2                         | Celta de Vigo             | 3                          |                              |                              |  |                       |                              |                              |  |                        |                                                                    |                                                                    |                                                                    |                                                                    |  |               |                                                   |                                                   |  |
|  | S. D. Amorebieta          | 2                         |                           |                            |                              |                              |  |                       |                              |                              |  |                        |                                                                    |                                                                    |                                                                    |                                                                    |  |               |                                                   |                                                   |  |
|  | Celta de Vigo             | 4                         |                           |                            |                              |                              |  |                       |                              |                              |  |                        |                                                                    |                                                                    |                                                                    |                                                                    |  |               |                                                   |                                                   |  |
|  | Celta de Vigo             | 4                         |                           |                            |                              |                              |  | Celta de Vigo         | 1                            |                              |  |                        |                                                                    |                                                                    |                                                                    |                                                                    |  |               |                                                   |                                                   |  |
|  |                           |                           |                           |                            |                              |                              |  | Celta de Vigo         | 1                            |                              |  |                        |                                                                    |                                                                    |                                                                    |                                                                    |  |               |                                                   |                                                   |  |
|  |                           |                           | Real Sociedad             | 2                          |                              |                              |  |                       |                              |                              |  |                        |                                                                    |                                                                    |                                                                    |                                                                    |  |               |                                                   |                                                   |  |
|  | C. D. Castellón           | 0                         | Real Sociedad             | 2                          |                              |                              |  |                       |                              |                              |  |                        |                                                                    |                                                                    |                                                                    |                                                                    |  |               |                                                   |                                                   |  |
|  | C. D. Castellón           | 0                         |                           |                            |                              |                              |  |                       |                              |                              |  |                        |                                                                    |                                                                    |                                                                    |                                                                    |  |               |                                                   |                                                   |  |
|  | C. A. Osasuna (t. s.)     | 1                         |                           |                            |                              |                              |  |                       |                              |                              |  |                        |                                                                    |                                                                    |                                                                    |                                                                    |  |               |                                                   |                                                   |  |
|  | C. A. Osasuna (t. s.)     | 1                         |                           | C. A. Osasuna              | 0                            |                              |  |                       |                              |                              |  |                        |                                                                    |                                                                    |                                                                    |                                                                    |  |               |                                                   |                                                   |  |
|  |                           |                           |                           | C. A. Osasuna              | 0                            |                              |  |                       |                              |                              |  |                        |                                                                    |                                                                    |                                                                    |                                                                    |  |               |                                                   |                                                   |  |
|  |                           |                           | Real Sociedad             | 2                          |                              |                              |  |                       |                              |                              |  |                        |                                                                    |                                                                    |                                                                    |                                                                    |  |               |                                                   |                                                   |  |
|  | Málaga C. F.              | 0                         | Real Sociedad             | 2                          |                              |                              |  |                       |                              |                              |  |                        |                                                                    |                                                                    |                                                                    |                                                                    |  |               |                                                   |                                                   |  |
|  | Málaga C. F.              | 0                         |                           |                            |                              |                              |  |                       |                              |                              |  |                        |                                                                    |                                                                    |                                                                    |                                                                    |  |               |                                                   |                                                   |  |
|  | Real Sociedad             | 1                         |                           |                            |                              |                              |  |                       |                              |                              |  |                        |                                                                    |                                                                    |                                                                    |                                                                    |  |               |                                                   |                                                   |  |
|  | Real Sociedad             | 1                         |                           |                            |                              |                              |  |                       |                              |                              |  |                        |                                                                    |                                                                    |                                                                    |                                                                    |  |               |                                                   |                                                   |  |
|  |                           |                           |                           |                            |                              |                              |  |                       |                              |                              |  |                        |                                                                    |                                                                    |                                                                    |                                                                    |  |               |                                                   |                                                   |  |

### Dieciseisavos de final
Participaron en esta ronda un total de 32 equipos, de los cuales 28 procedían de la segunda ronda eliminatoria y los 4 restantes debutaron en esta ronda gracias a su condición de participantes en la Supercopa de España: el Real Madrid C. F., el C. A. Osasuna, el F. C. Barcelona y el Atlético de Madrid. El sorteo tuvo lugar el 12 de diciembre de 2023. Se jugaron un total de 16 eliminatorias a partido único los días 6, 7 y 8 de enero de 2024. Los ganadores se clasificaron para la ronda de octavos de final.
| Local             | Resultado      | Visitante           |
| ----------------- | -------------- | ------------------- |
| C. D. Lugo        | 1–3            | Atlético de Madrid  |
| R. C. D. Espanyol | 0–1            | Getafe C. F.        |
| Elche C. F.       | 0–2            | Girona F. C.        |
| S. D. Huesca      | 0–2 (t. s.)    | Rayo Vallecano      |
| Deportivo Alavés  | 1–0            | Real Betis Balompié |
| Arandina C. F.    | 1–3            | Real Madrid C. F.   |
| Burgos C. F.      | 0–3            | R. C. D. Mallorca   |
| S. D. Amorebieta  | 2–4            | Celta de Vigo       |
| Racing de Ferrol  | 1–2            | Sevilla F. C.       |
| C. D. Castellón   | 0–1 (t. s.)    | C. A. Osasuna       |
| Unionistas C. F.  | 1–1 (7:6 pen.) | Villarreal C. F.    |
| F. C. Cartagena   | 1–2 (t. s.)    | Valencia C. F.      |
| S. D. Eibar       | 0–3            | Athletic Club       |
| Málaga C. F.      | 0–1            | Real Sociedad       |
| U. D. Barbastro   | 2–3            | F. C. Barcelona     |
| C. D. Tenerife    | 2–0            | U. D. Las Palmas    |

### Octavos de final
Participaron en esta ronda un total de 16 equipos procedentes de la ronda de dieciseisavos de final. El sorteo tuvo lugar el 8 de enero de 2024. Se jugaron un total de 8 eliminatorias a partido único los días 16, 17 y 18 de enero de 2024. Los ganadores se clasificaron para la ronda de cuartos de final.
| Local              | Resultado   | Visitante         |
| ------------------ | ----------- | ----------------- |
| Getafe C. F.       | 1–3         | Sevilla F. C.     |
| Athletic Club      | 2–0         | Deportivo Alavés  |
| C. D. Tenerife     | 0–1 (t. s.) | R. C. D. Mallorca |
| Valencia C. F.     | 1–3         | Celta de Vigo     |
| C. A. Osasuna      | 0–2         | Real Sociedad     |
| Girona F. C.       | 3–1         | Rayo Vallecano    |
| Unionistas C. F.   | 1–3         | F. C. Barcelona   |
| Atlético de Madrid | 4–2 (t. s.) | Real Madrid C. F. |

### Cuartos de final
Participaron en esta ronda un total de 8 equipos procedentes de la ronda de octavos de final. El sorteo tuvo lugar el 19 de enero de 2024. Se jugaron un total de 4 eliminatorias a partido único los días 23, 24 y 25 de enero de 2024. Esta fue la última ronda clasificatoria que se disputó a partido único. Los ganadores se clasificaron para la ronda de semifinales.
| Local              | Resultado   | Visitante       |
| ------------------ | ----------- | --------------- |
| Celta de Vigo      | 1–2         | Real Sociedad   |
| R. C. D. Mallorca  | 3–2         | Girona F. C.    |
| Athletic Club      | 4–2 (t. s.) | F. C. Barcelona |
| Atlético de Madrid | 1–0         | Sevilla F. C.   |

### Semifinales
Participaron en esta ronda los 4 equipos ganadores de la ronda de cuartos de final. El sorteo tuvo lugar el 26 de enero de 2024. Esta fue la única ronda clasificatoria de la competición que se jugó a doble partido, cuyos encuentros de ida se disputaron los días 6 y 7 de febrero de 2024 y los encuentros de vuelta los días 27 y 29 de febrero de 2024. Los dos equipos ganadores se clasificaron para la final de la Copa del Rey y a las semifinales de la Supercopa de España 2025.
| Equipo 1           | Agr.           | Equipo 2      | Ida | Vuelta |
| ------------------ | -------------- | ------------- | --- | ------ |
| R. C. D. Mallorca  | 1–1 (5:4 pen.) | Real Sociedad | 0–0 | 1–1    |
| Atlético de Madrid | 0–4            | Athletic Club | 0–1 | 0–3    |

### Final
La final la disputaron el Athletic Club y el R. C. D. Mallorca como equipos vencedores de la ronda de semifinales. El partido se jugó el 6 de abril de 2024 en el Estadio La Cartuja de Sevilla. 
| 13    | POR   | Julen Agirrezabala      |        |
| 18    | DEF   | Óscar de Marcos         |        |
| 3     | DEF   | Dani Vivian             |        |
| 4     | DEF   | Aitor Paredes           |        |
| 17    | DEF   | Yuri Berchiche          | 105+1' |
| 16    | MED   | Iñigo Ruiz de Galarreta | 80'    |
| 24    | MED   | Beñat Prados            | 46'    |
| 8     | MED   | Oihan Sancet            | 90'    |
| 9     | DEL   | Iñaki Williams          | 90'    |
| 11    | DEL   | Nico Williams           | 90'    |
| 12    | DEL   | Gorka Guruzeta          |        |
| D. T. | D. T. | Ernesto Valverde        |        |

| 13    | POR   | Dominik Greif     |        |
| 20    | DEF   | Giovanni González |        |
| 24    | DEF   | Martin Valjent    | 90'    |
| 21    | DEF   | Antonio Raíllo    |        |
| 6     | DEF   | José Copete       | 105+3' |
| 3     | DEF   | Toni Lato         | 110'   |
| 6     | MED   | Sergi Darder      | 62'    |
| 12    | MED   | Samú Costa        |        |
| 14    | MED   | Dani Rodríguez    | 74'    |
| 17    | DEL   | Cyle Larin        | 62'    |
| 7     | DEL   | Vedat Muriqi      |        |
| D. T. | D. T. | Javier Aguirre    |        |

| 6  | MED | Mikel Vesga    | 46'    |
| 30 | MED | Unai Gómez     | 80'    |
| 10 | MED | Iker Muniain   | 90'    |
| 7  | DEL | Álex Berenguer | 90'    |
| 22 | DEL | Raúl García    | 90'    |
| 15 | DEF | Iñigo Lekue    | 105+1' |

| 8  | MED | Manu Morlanes        | 62'    |
| 18 | MED | Antonio Sánchez      | 62'    |
| 23 | DEL | Nemanja Radonjić     | 74'    |
| 15 | DEF | Pablo Maffeo         | 90'    |
| 2  | DEF | Matija Nastasić      | 105+3' |
| 4  | DEF | Siebe Van der Heyden | 110'   |

| 50' | Oihan Sancet | 1:1 |

| 21' | Dani Rodríguez | 0:1 |

| Acierto de penal · Acierto de penal · Acierto de penal · Acierto de penal | Raúl García Iker Muniain Mikel Vesga Álex Berenguer | 1:1 2:1 3:1 4:2 |

| Acierto de penal · Fallo de penal · Fallo de penal · Acierto de penal | Vedat Muriqi Manu Morlanes Nemanja Radonjić Antonio Sánchez | 0:1 1:1 2:1 3:2 |

| 27' | Aitor Paredes |

| 90+1' · 119' · 126' | Vedat Muriqi Nemanja Radonjić Giovanni González |

| Principal  | Munuera Montero        |
| Asistentes | Prieto López de Ceraín |
|            | Barbero Sevilla        |
| Cuarto     | Muñiz Ruiz             |
| Quinto     | Martínez Moreno        |

| VAR            | Prieto Iglesias |
| Asistentes VAR | Jaime Latre     |
|                | Ortiz Arias     |

|  |                    |     |     |
|  | Tiros              | 30  | 13  |
|  | Tiros a puerta     | 7   | 5   |
|  | Faltas             | 15  | 25  |
|  | Saques de esquina  | 8   | 4   |
|  | Penaltis           | 0   | 0   |
|  | Fueras de juego    | 2   | 1   |
|  | Posesión del balón | 68% | 32% |

| 13    | POR   | Julen Agirrezabala      |        |
| 18    | DEF   | Óscar de Marcos         |        |
| 3     | DEF   | Dani Vivian             |        |
| 4     | DEF   | Aitor Paredes           |        |
| 17    | DEF   | Yuri Berchiche          | 105+1' |
| 16    | MED   | Iñigo Ruiz de Galarreta | 80'    |
| 24    | MED   | Beñat Prados            | 46'    |
| 8     | MED   | Oihan Sancet            | 90'    |
| 9     | DEL   | Iñaki Williams          | 90'    |
| 11    | DEL   | Nico Williams           | 90'    |
| 12    | DEL   | Gorka Guruzeta          |        |
| D. T. | D. T. | Ernesto Valverde        |        |

| 13    | POR   | Dominik Greif     |        |
| 20    | DEF   | Giovanni González |        |
| 24    | DEF   | Martin Valjent    | 90'    |
| 21    | DEF   | Antonio Raíllo    |        |
| 6     | DEF   | José Copete       | 105+3' |
| 3     | DEF   | Toni Lato         | 110'   |
| 6     | MED   | Sergi Darder      | 62'    |
| 12    | MED   | Samú Costa        |        |
| 14    | MED   | Dani Rodríguez    | 74'    |
| 17    | DEL   | Cyle Larin        | 62'    |
| 7     | DEL   | Vedat Muriqi      |        |
| D. T. | D. T. | Javier Aguirre    |        |

| 6  | MED | Mikel Vesga    | 46'    |
| 30 | MED | Unai Gómez     | 80'    |
| 10 | MED | Iker Muniain   | 90'    |
| 7  | DEL | Álex Berenguer | 90'    |
| 22 | DEL | Raúl García    | 90'    |
| 15 | DEF | Iñigo Lekue    | 105+1' |

| 8  | MED | Manu Morlanes        | 62'    |
| 18 | MED | Antonio Sánchez      | 62'    |
| 23 | DEL | Nemanja Radonjić     | 74'    |
| 15 | DEF | Pablo Maffeo         | 90'    |
| 2  | DEF | Matija Nastasić      | 105+3' |
| 4  | DEF | Siebe Van der Heyden | 110'   |

| 50' | Oihan Sancet | 1:1 |

| 21' | Dani Rodríguez | 0:1 |

| Acierto de penal · Acierto de penal · Acierto de penal · Acierto de penal | Raúl García Iker Muniain Mikel Vesga Álex Berenguer | 1:1 2:1 3:1 4:2 |

| Acierto de penal · Fallo de penal · Fallo de penal · Acierto de penal | Vedat Muriqi Manu Morlanes Nemanja Radonjić Antonio Sánchez | 0:1 1:1 2:1 3:2 |

| 27' | Aitor Paredes |

| 90+1' · 119' · 126' | Vedat Muriqi Nemanja Radonjić Giovanni González |

| Principal  | Munuera Montero        |
| Asistentes | Prieto López de Ceraín |
|            | Barbero Sevilla        |
| Cuarto     | Muñiz Ruiz             |
| Quinto     | Martínez Moreno        |

| VAR            | Prieto Iglesias |
| Asistentes VAR | Jaime Latre     |
|                | Ortiz Arias     |

|  |                    |     |     |
|  | Tiros              | 30  | 13  |
|  | Tiros a puerta     | 7   | 5   |
|  | Faltas             | 15  | 25  |
|  | Saques de esquina  | 8   | 4   |
|  | Penaltis           | 0   | 0   |
|  | Fueras de juego    | 2   | 1   |
|  | Posesión del balón | 68% | 32% |

| 13    | POR   | Julen Agirrezabala      |        |
| 18    | DEF   | Óscar de Marcos         |        |
| 3     | DEF   | Dani Vivian             |        |
| 4     | DEF   | Aitor Paredes           |        |
| 17    | DEF   | Yuri Berchiche          | 105+1' |
| 16    | MED   | Iñigo Ruiz de Galarreta | 80'    |
| 24    | MED   | Beñat Prados            | 46'    |
| 8     | MED   | Oihan Sancet            | 90'    |
| 9     | DEL   | Iñaki Williams          | 90'    |
| 11    | DEL   | Nico Williams           | 90'    |
| 12    | DEL   | Gorka Guruzeta          |        |
| D. T. | D. T. | Ernesto Valverde        |        |

| 13    | POR   | Dominik Greif     |        |
| 20    | DEF   | Giovanni González |        |
| 24    | DEF   | Martin Valjent    | 90'    |
| 21    | DEF   | Antonio Raíllo    |        |
| 6     | DEF   | José Copete       | 105+3' |
| 3     | DEF   | Toni Lato         | 110'   |
| 6     | MED   | Sergi Darder      | 62'    |
| 12    | MED   | Samú Costa        |        |
| 14    | MED   | Dani Rodríguez    | 74'    |
| 17    | DEL   | Cyle Larin        | 62'    |
| 7     | DEL   | Vedat Muriqi      |        |
| D. T. | D. T. | Javier Aguirre    |        |

| 6  | MED | Mikel Vesga    | 46'    |
| 30 | MED | Unai Gómez     | 80'    |
| 10 | MED | Iker Muniain   | 90'    |
| 7  | DEL | Álex Berenguer | 90'    |
| 22 | DEL | Raúl García    | 90'    |
| 15 | DEF | Iñigo Lekue    | 105+1' |

| 8  | MED | Manu Morlanes        | 62'    |
| 18 | MED | Antonio Sánchez      | 62'    |
| 23 | DEL | Nemanja Radonjić     | 74'    |
| 15 | DEF | Pablo Maffeo         | 90'    |
| 2  | DEF | Matija Nastasić      | 105+3' |
| 4  | DEF | Siebe Van der Heyden | 110'   |

| 50' | Oihan Sancet | 1:1 |

| 21' | Dani Rodríguez | 0:1 |

| Acierto de penal · Acierto de penal · Acierto de penal · Acierto de penal | Raúl García Iker Muniain Mikel Vesga Álex Berenguer | 1:1 2:1 3:1 4:2 |

| Acierto de penal · Fallo de penal · Fallo de penal · Acierto de penal | Vedat Muriqi Manu Morlanes Nemanja Radonjić Antonio Sánchez | 0:1 1:1 2:1 3:2 |

| 27' | Aitor Paredes |

| 90+1' · 119' · 126' | Vedat Muriqi Nemanja Radonjić Giovanni González |

| Principal  | Munuera Montero        |
| Asistentes | Prieto López de Ceraín |
|            | Barbero Sevilla        |
| Cuarto     | Muñiz Ruiz             |
| Quinto     | Martínez Moreno        |

| VAR            | Prieto Iglesias |
| Asistentes VAR | Jaime Latre     |
|                | Ortiz Arias     |

|  |                    |     |     |
|  | Tiros              | 30  | 13  |
|  | Tiros a puerta     | 7   | 5   |
|  | Faltas             | 15  | 25  |
|  | Saques de esquina  | 8   | 4   |
|  | Penaltis           | 0   | 0   |
|  | Fueras de juego    | 2   | 1   |
|  | Posesión del balón | 68% | 32% |

| 13    | POR   | Julen Agirrezabala      |        |
| 18    | DEF   | Óscar de Marcos         |        |
| 3     | DEF   | Dani Vivian             |        |
| 4     | DEF   | Aitor Paredes           |        |
| 17    | DEF   | Yuri Berchiche          | 105+1' |
| 16    | MED   | Iñigo Ruiz de Galarreta | 80'    |
| 24    | MED   | Beñat Prados            | 46'    |
| 8     | MED   | Oihan Sancet            | 90'    |
| 9     | DEL   | Iñaki Williams          | 90'    |
| 11    | DEL   | Nico Williams           | 90'    |
| 12    | DEL   | Gorka Guruzeta          |        |
| D. T. | D. T. | Ernesto Valverde        |        |

| 13    | POR   | Dominik Greif     |        |
| 20    | DEF   | Giovanni González |        |
| 24    | DEF   | Martin Valjent    | 90'    |
| 21    | DEF   | Antonio Raíllo    |        |
| 6     | DEF   | José Copete       | 105+3' |
| 3     | DEF   | Toni Lato         | 110'   |
| 6     | MED   | Sergi Darder      | 62'    |
| 12    | MED   | Samú Costa        |        |
| 14    | MED   | Dani Rodríguez    | 74'    |
| 17    | DEL   | Cyle Larin        | 62'    |
| 7     | DEL   | Vedat Muriqi      |        |
| D. T. | D. T. | Javier Aguirre    |        |

| 6  | MED | Mikel Vesga    | 46'    |
| 30 | MED | Unai Gómez     | 80'    |
| 10 | MED | Iker Muniain   | 90'    |
| 7  | DEL | Álex Berenguer | 90'    |
| 22 | DEL | Raúl García    | 90'    |
| 15 | DEF | Iñigo Lekue    | 105+1' |

| 8  | MED | Manu Morlanes        | 62'    |
| 18 | MED | Antonio Sánchez      | 62'    |
| 23 | DEL | Nemanja Radonjić     | 74'    |
| 15 | DEF | Pablo Maffeo         | 90'    |
| 2  | DEF | Matija Nastasić      | 105+3' |
| 4  | DEF | Siebe Van der Heyden | 110'   |

| 50' | Oihan Sancet | 1:1 |

| 21' | Dani Rodríguez | 0:1 |

| Acierto de penal · Acierto de penal · Acierto de penal · Acierto de penal | Raúl García Iker Muniain Mikel Vesga Álex Berenguer | 1:1 2:1 3:1 4:2 |

| Acierto de penal · Fallo de penal · Fallo de penal · Acierto de penal | Vedat Muriqi Manu Morlanes Nemanja Radonjić Antonio Sánchez | 0:1 1:1 2:1 3:2 |

| 27' | Aitor Paredes |

| 90+1' · 119' · 126' | Vedat Muriqi Nemanja Radonjić Giovanni González |

| Principal  | Munuera Montero        |
| Asistentes | Prieto López de Ceraín |
|            | Barbero Sevilla        |
| Cuarto     | Muñiz Ruiz             |
| Quinto     | Martínez Moreno        |

| VAR            | Prieto Iglesias |
| Asistentes VAR | Jaime Latre     |
|                | Ortiz Arias     |

|  |                    |     |     |
|  | Tiros              | 30  | 13  |
|  | Tiros a puerta     | 7   | 5   |
|  | Faltas             | 15  | 25  |
|  | Saques de esquina  | 8   | 4   |
|  | Penaltis           | 0   | 0   |
|  | Fueras de juego    | 2   | 1   |
|  | Posesión del balón | 68% | 32% |

|                       |
|                       |
| Campeón Athletic Club |
| 24° título            |

## Estadísticas

### Máximos goleadores
| Pos. | Jugador             | Goles | Asi. | Part. | Pen. | Prom. | Club                |
| ---- | ------------------- | ----- | ---- | ----- | ---- | ----- | ------------------- |
| 1    | Anastasios Douvikas | 6     | 2    | 4     | 2    | 1.5   | Celta de Vigo       |
| 2    | Abdón Prats         | 6     | 1    | 7     | 1    | 0.86  | R. C. D. Mallorca   |
| 3    | Asier Villalibre    | 6     | 0    | 4     | 1    | 1.5   | Athletic Club       |
| 4    | Christian Stuani    | 5     | 0    | 5     | 2    | 1     | Girona F. C.        |
| 5    | Willian José        | 4     | 1    | 3     | 0    | 1.33  | Real Betis Balompié |
| 6    | Cyle Larin          | 4     | 1    | 7     | 0    | 0.57  | R. C. D. Mallorca   |
| 7    | Nico Williams       | 3     | 4    | 6     | 0    | 0.5   | Athletic Club       |
| 8    | Rodri Sánchez       | 3     | 2    | 2     | 0    | 1.5   | Real Betis Balompié |
| 9    | Xeber Alkain        | 3     | 2    | 4     | 0    | 0.75  | Deportivo Alavés    |
| 10   | Óscar Rodríguez     | 3     | 1    | 4     | 0    | 0.75  | Getafe C. F.        |

En caso de igualdad en cuanto a número de goles, se utilizan los siguientes criterios de desempate:
- El jugador que ha dado un mayor número de asistencias.
- El jugador que ha anotado menos goles de penalti.
- El jugador que tiene un mayor promedio de goles por partido.
- El jugador que ha recibido menos tarjetas rojas.
- El jugador que ha recibido menos tarjetas amarillas.